# O-Töne

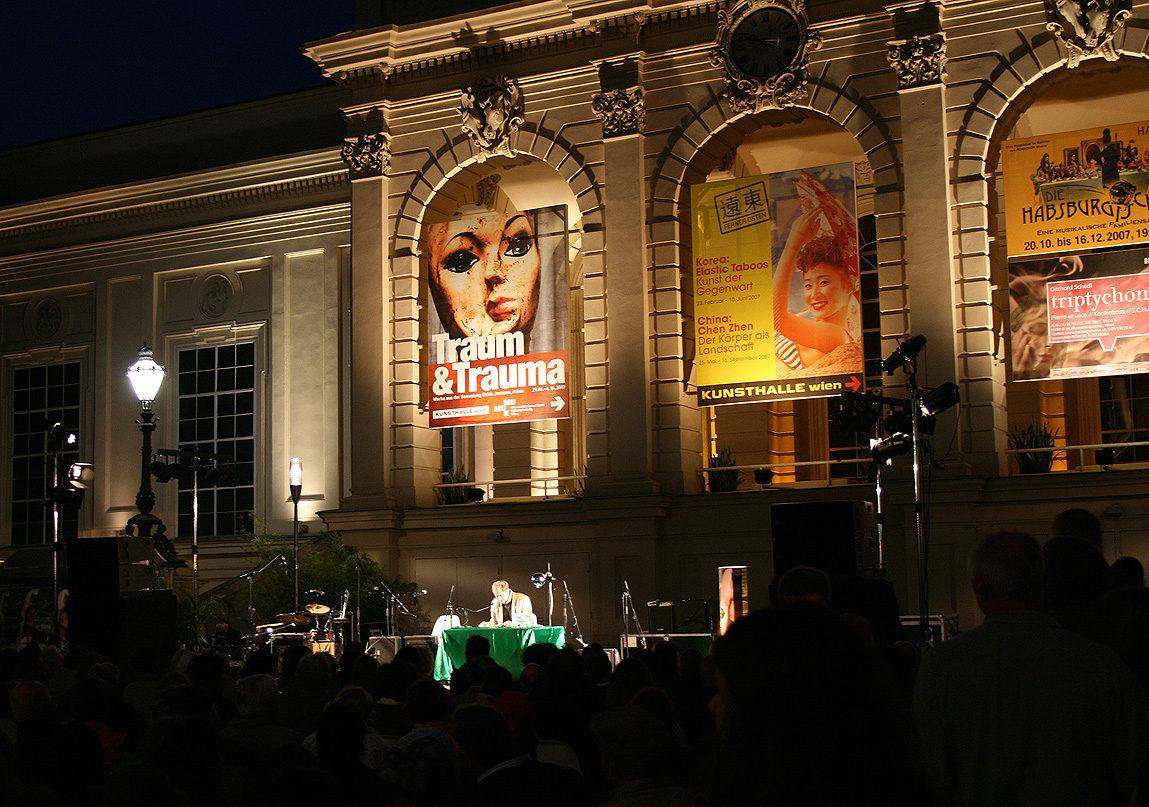
Josef Winkler im MQ-Haupthof, O-Töne 2007

O-Töne ist ein seit 2004 alljährlich veranstaltetes Literaturfestival zur zeitgenössischen österreichischen Literatur im MuseumsQuartier in Wien. Die Lesungen finden bei freiem Eintritt unter offenem Himmel in der Dämmerung an verschiedenen Orten innerhalb des Museumskomplexes statt.

## Programm

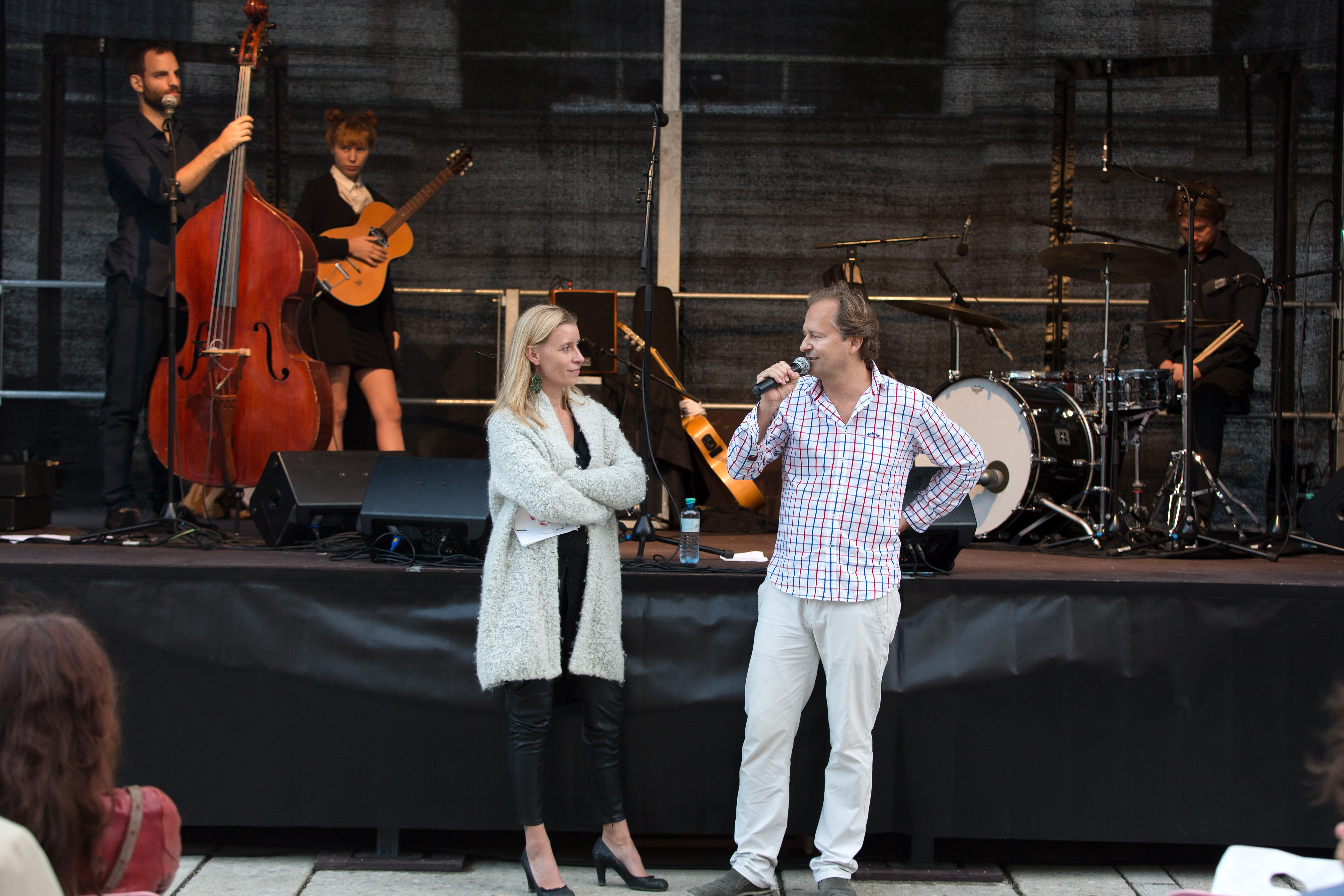
Gabriela Hegedüs und Christoph Möderndorfer eröffnen die o-töne 2015

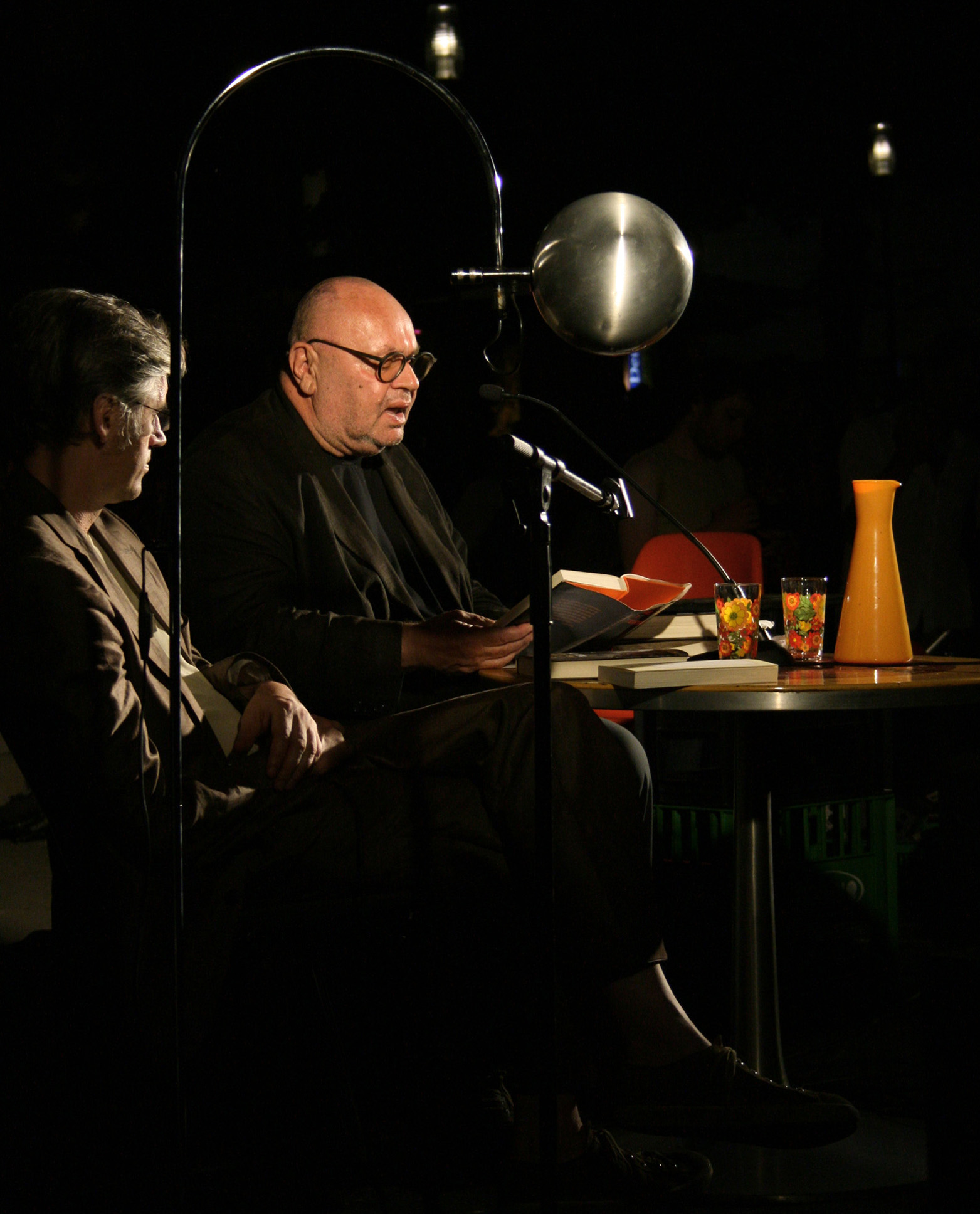
Franz Schuh und Claus Philipp, O-Töne 2008

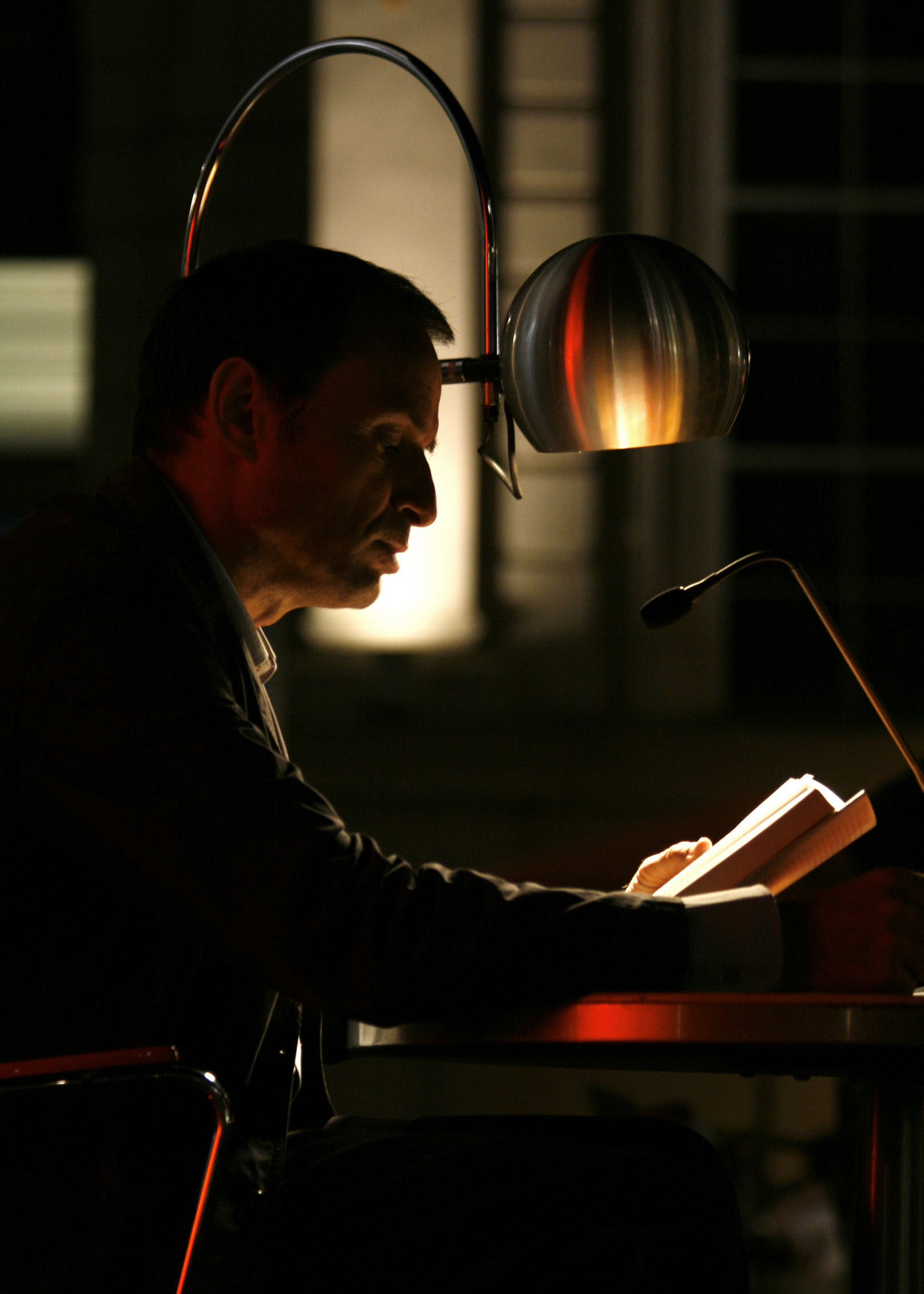
Norbert Gstrein, O-Töne 2008

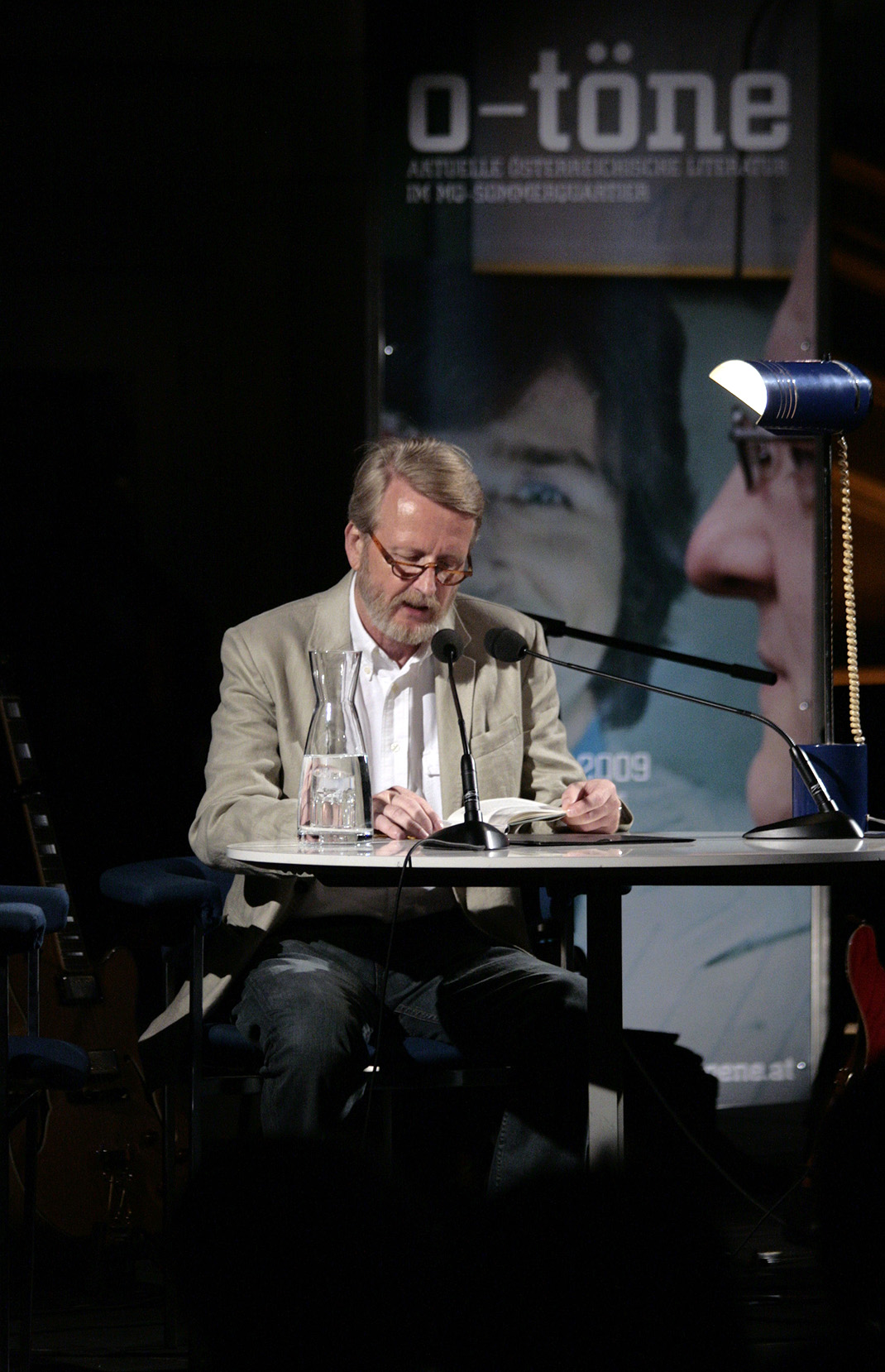
Gernot Wolfgruber, O-Töne 2009

Programm der O-Töne ist seit der ersten Veranstaltung im Jahr 2004 „eine neue Generation österreichischer AutorInnen, die den aktuellen literarischen Diskurs hierzulande wesentlich mitprägen“ zu präsentieren und „das breite Spektrum gegenwärtiger Schreibweisen sichtbar“ zu machen. Für Festivalleitung, Konzept und Umsetzung zeichnen Gabriela Hegedüs und Christoph Möderndorfer verantwortlich. Kurator der Reihe ist Thomas Keul, Herausgeber der Literaturzeitschrift „VOLLTEXT“.
In Abgrenzung zu großen Literaturfestivals andernorts, sollen bei O-Töne die Autoren und die von ihnen vorgetragenen Texte im Mittelpunkt stehen. Bei den Lesungen werden sowohl bereits publizierte, wie auch noch nicht veröffentlichte Texte vorgestellt.
Seit 2005 werden die einzelnen Lesungen von bekannten Literaturwissenschaftlern und -kritikern eingeleitet, die dem Publikum die Einordnung des Textes in das Gesamtwerk des Vortragenden und das literarische Leben Österreichs insgesamt näherbringen sollen.

### O-Töne 2004 (8. Juli – 26. August)
Eröffnungskonzert: Dimitré Dinev und Band
- Xaver Bayer
- Dimitré Dinev (Lesung und Eröffnungskonzert)
- Arno Geiger
- Thomas Glavinic
- Sabine Gruber
- Daniel Kehlmann
- Thomas Raab
- Kathrin Röggla

### O-Töne 2005 (7. Juli – 25. August)
Eröffnungskonzert: The Slow Club (Hansi Lang, Thomas Rabitsch, Wolfgang Schlögl)
- Maria E. Brunner (Einleitung: Daniela Strigl)
- Erwin Einzinger (Einleitung: Fritz Ostermayer)
- Arno Geiger (Einleitung: Stefan Gmünder)
- Paulus Hochgatterer (Einleitung: Klaus Nüchtern)
- Eva Menasse (Einleitung: Günter Kaindlstorfer)
- Peter Rosei (Einleitung: Wendelin Schmidt-Dengler)
- Clarissa Stadler (Einleitung: Anton Thuswaldner)
- Linda Stift (Einleitung: Karin Fleischanderl)

### O-Töne 2006 (13. Juli – 31. August)
Eröffnungskonzert: Kollegium Kalksburg
- Bettina Balàka (Einleitung: Karin Fleischanderl)
- Thomas Glavinic (Einleitung: Daniela Strigl)
- Evelyn Grill (Einleitung: Alexandra Millner)
- Wolf Haas (im Gespräch mit Claus Philipp)
- Josef Haslinger (Einleitung: Günter Kaindlstorfer)
- Peter Henisch (Einleitung: Volker Kaukoreit)
- Alois Hotschnig (Einleitung: Anton Thuswaldner)
- Michael Stavarič (Einleitung: Stefan Gmünder)

### O-Töne 2007 (12. Juli – 30. August)
Eröffnungskonzert: Stubnblues (Willi Resetarits + Xtra Combo)
- Franzobel (im Gespräch mit Günter Kaindlstorfer)
- Arno Geiger (Einleitung: Günther A. Höfler)
- Sabine Gruber (Einleitung: Klaus Kastberger)
- Klaus Hoffer (Einleitung: Peter Jandl)
- Robert Menasse (im Gespräch mit Günter Kaindlstorfer)
- Martin Prinz (Einleitung: Stefan Gmünder)
- Margit Schreiner (Einleitung: Daniela Strigl)
- Josef Winkler (Einleitung: Wendelin Schmidt-Dengler)

### O-Töne 2008 (3. Juli – 21. August)
Eröffnungskonzert: Neigungsgruppe Sex, Gewalt & Gute Laune
- Franz Schuh (im Gespräch mit Claus Philipp)
- Friederike Mayröcker & Andrea Winkler (Einleitung: Daniela Strigl)
- Angelika Reitzer (Einleitung: Sebastian Fasthuber)
- Xaver Bayer (Einleitung: Sabine Gruber)
- Olga Flor (Einleitung: Daniela Strigl)
- Gustav Ernst (Einleitung: Klaus Kastberger)
- Max Blaeulich (Einleitung: Paul Jandl)
- Norbert Gstrein (Einleitung: Stefan Gmünder)

### O-Töne 2009 (9. Juli – 27. August)

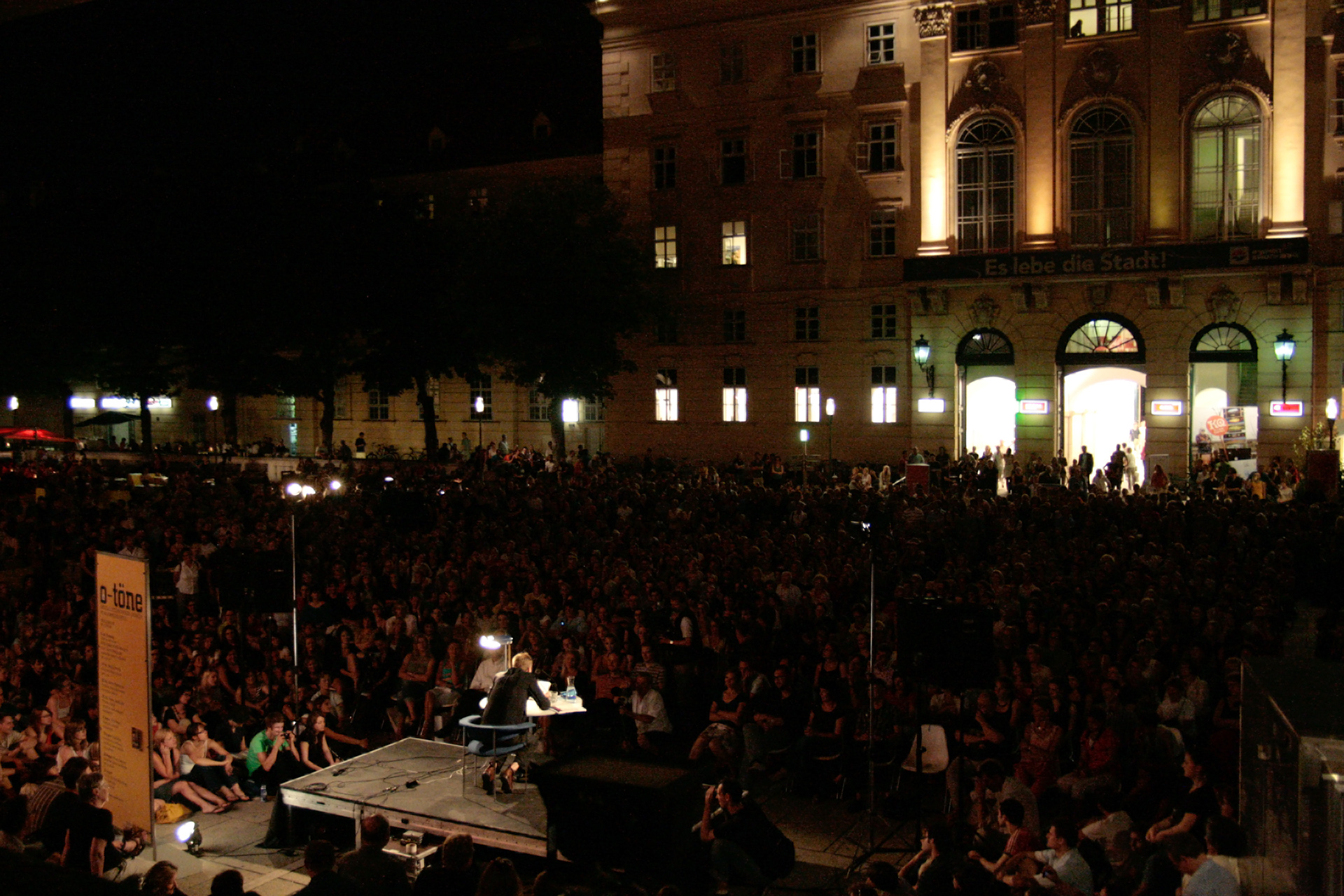
Wolf Haas 2009, mit einem Besucherrekord von rund 3000 Gästen

Eröffnungskonzert: Ernst Molden, Willi Resetarits & Band
- Melitta Breznik (Einleitung: Stefan Gmünder)
- Franzobel (Gitarre: Thomas Gansch, Einleitung: Stefan Gmünder)
- Wolf Haas (Abschlussveranstaltung)
- Walter Kappacher und Thomas Stangl (Einleitung: Klaus Kastberger)
- Robert Menasse (Einleitung: Günter Kaindlstorfer)
- Peter Rosei (Einleitung: Paul Jandl)
- Verena Roßbacher (Einleitung: Anton Thuswaldner)
- Gernot Wolfgruber (Moderation: Günter Kaindlstorfer)

### O-Töne 2010 (8. Juli – 26. August)
Eröffnungskonzert: Die Strottern

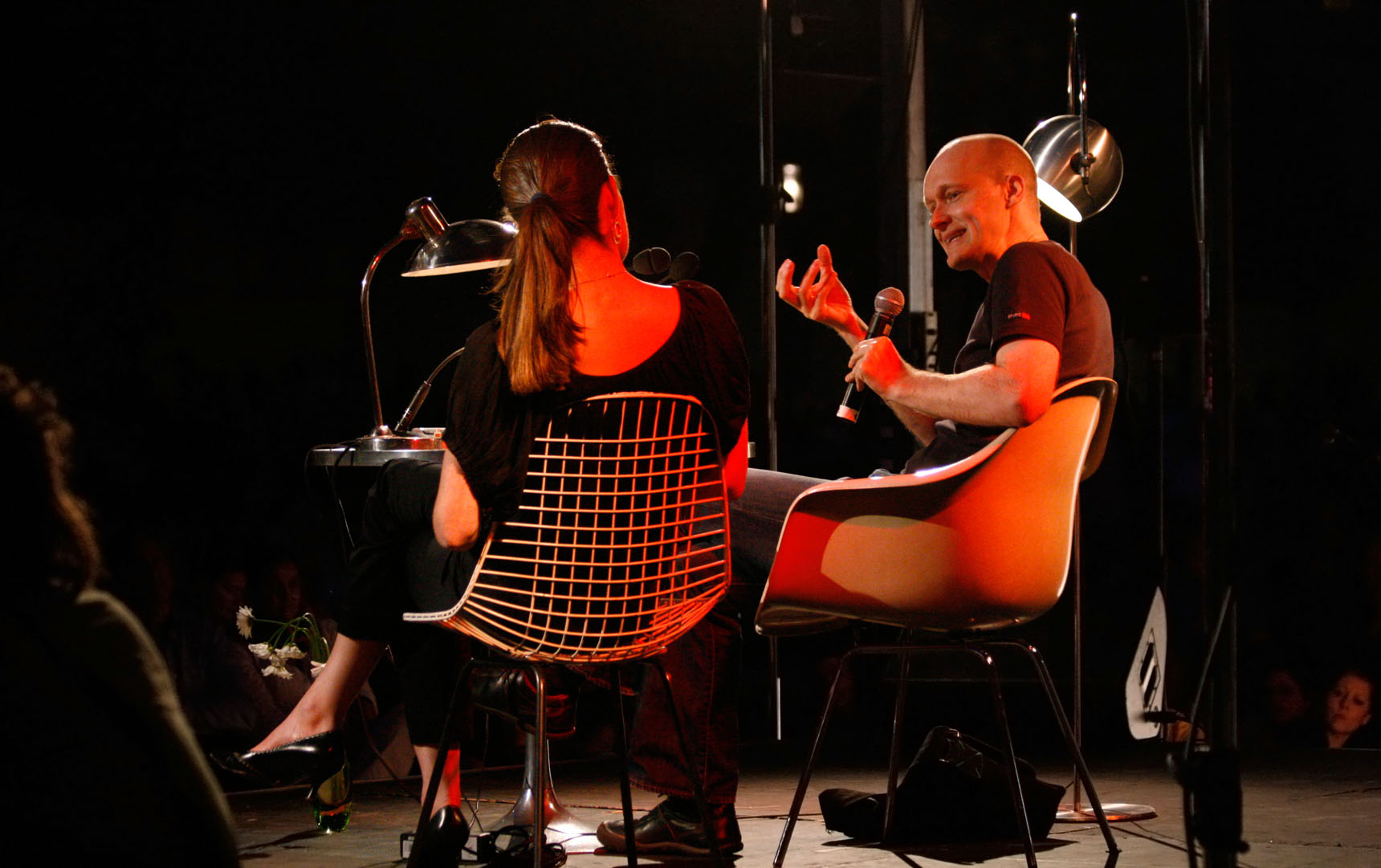
Arno Geiger im Gespräch mit Felicitas von Lovenberg, O-Töne 2010

- Clemens Berger (Einleitung: Klaus Zeyringer)
- Arno Geiger (Moderation: Felicitas von Lovenberg)
- Andrea Grill (Einleitung: Daniela Strigl)
- Monika Helfer (Einleitung: Stefan Gmünder)
- Paulus Hochgatterer (Einleitung: Klaus Kastberger)
- Michael Köhlmeier (Moderation: Klaus Nüchtern)
- Karl-Markus Gauß (Einleitung: Daniela Strigl)
- Lydia Mischkulnig (Einleitung: Paul Jandl)

### O-Töne 2011 (7. Juli – 25. August)

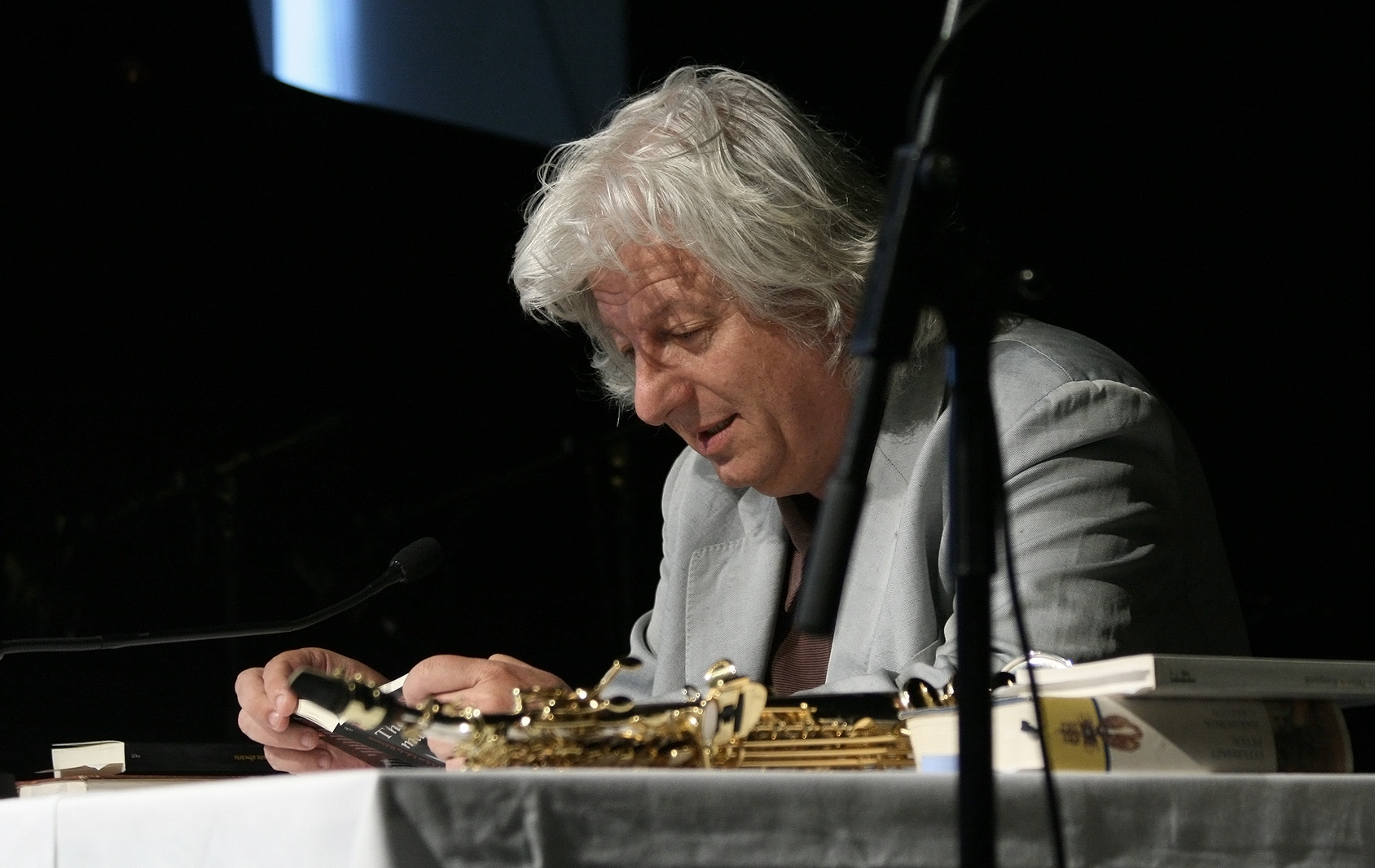
Péter Esterházy, O-Töne 2011

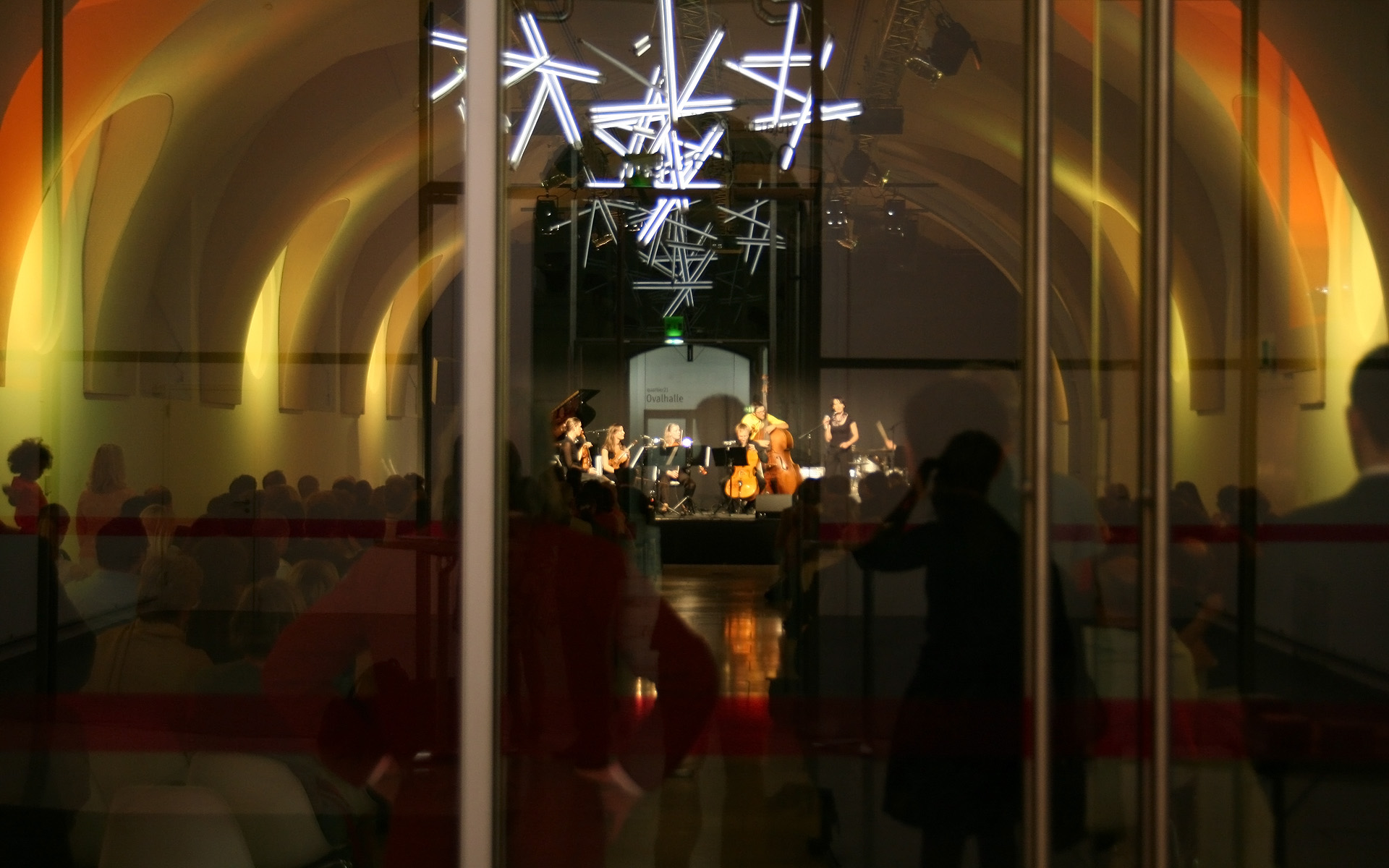
Siiri Sisask, O-Töne 2011

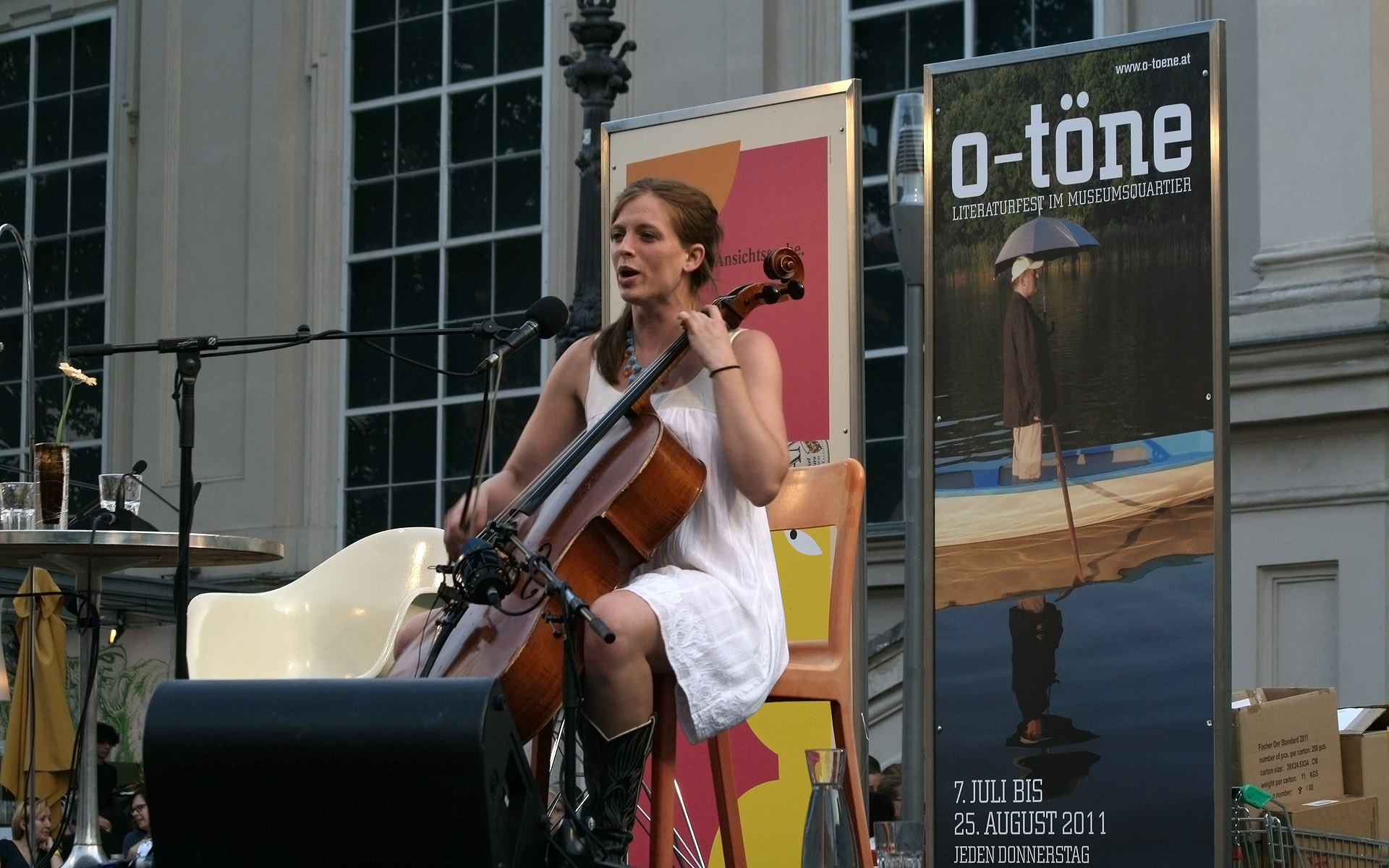
Meaghan Burke, Eröffnung 2011

Im Unterschied zu den vorhergehenden Jahren präsentieren die o-töne 2011 im Rahmen von „österreichisch-europäische Double-Features“ sowohl österreichische Autoren, wie auch solche aus dem europäischen Ausland. Die Zusammenstellung erfolgte durch Kurator Thomas Keul in Kooperation mit Pro Helvetia und den Wiener Niederlassungen des Istituto Italiano di Cultura, des Institut français und des Rumänischen Kulturinstituts, sowie dem Tschechischen Zentrum Wien, dem Polnischen Institut Wien, dem Slowakischen Institut in Wien und der Botschaft von Finnland.
Eine Vorpremiere am 20. Juni präsentierte in Kooperation mit dem Collegium Hungaricum und der Botschaft von Estland den ungarischen Schriftsteller Péter Esterházy, musikalisch begleitet von László Dés und gefolgt von einem Konzert der estnischen Sängerin Siiri Sisask.
Eröffnungskonzert: Meaghan Burke

Eröffnungsvortrag: Sabine Gruber (AT): „Stillbach oder Die Sehnsucht“
- Melinda Nadj Abonji (CH): „Tauben fliegen auf“
Linda Stift (AT): „Kein einziger Tag“
- Giorgio Vasta (I): „Die Glasfresser“
Maja Haderlap (AT): „Engel des Vergessens“
- Roel Verschueren (B): „Schweig, wenn du sprichst“
Clemens J. Setz (AT): „Die Liebe zur Zeit des Mahlstädter Kindes“ (Einleitung: Daniela Strigl)
- Mircea Cărtărescu (RO): „Der Körper“, musste sein Kommen aus familiären Gründen absagen[1]
Franz Schuh (AT): „Der Krückenkaktus“
- Michal Hvorecký (SK): „Eskorta“
Josef Haslinger (AT): „Jachymov“
- Jaroslav Rudiš (CZ): „Konec punku v Helsinkách“
Evelyn Schlag (AT): „Die große Freiheit des Ferenc Puskás“
- Hannu Raittila (FIN): „Die Klärung“
Peter Henisch (AT): „Großes Finale für Novak“

### O-Töne 2012 (5. Juli – 30. August)

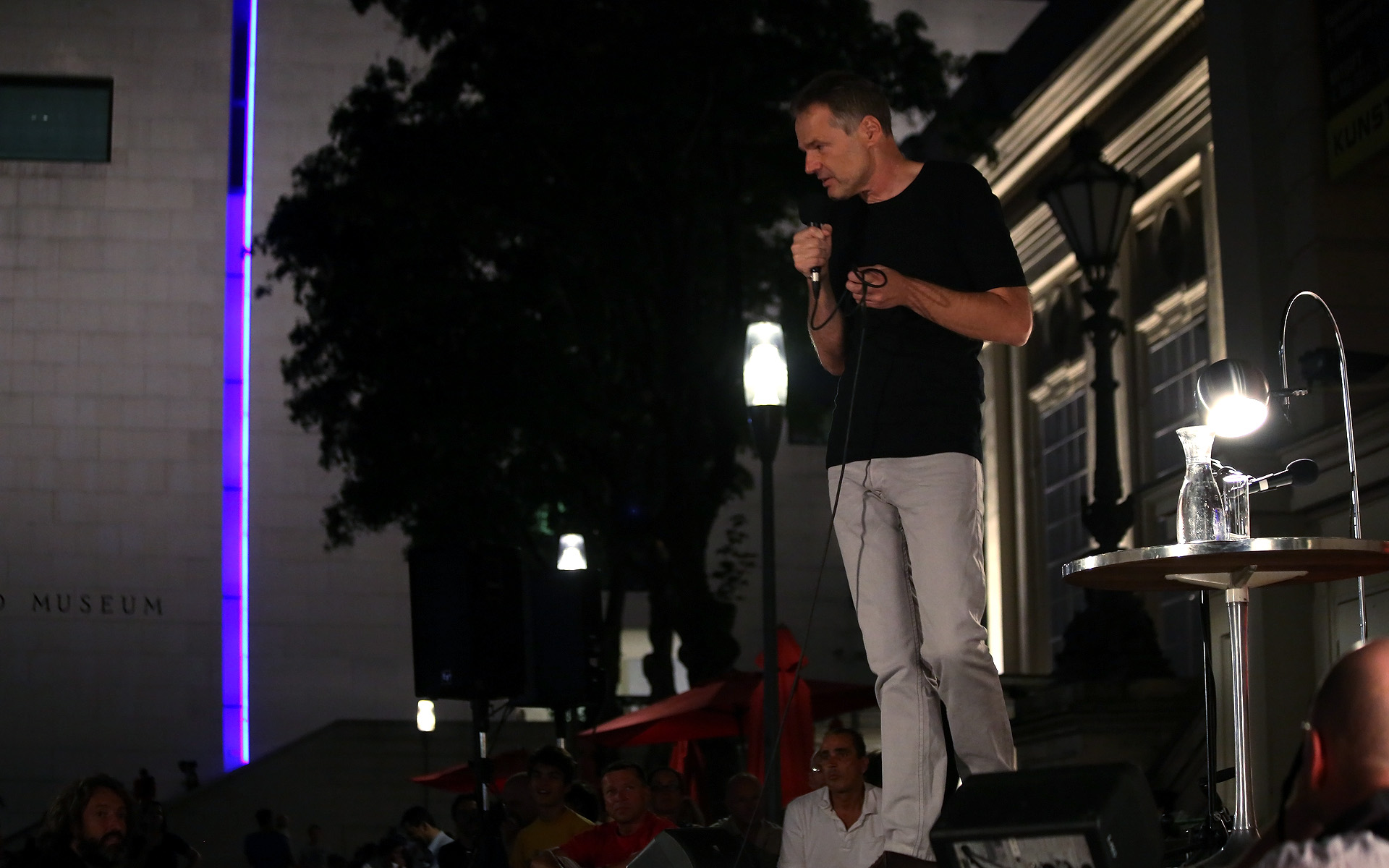
Wolf Haas, O-Töne 2012

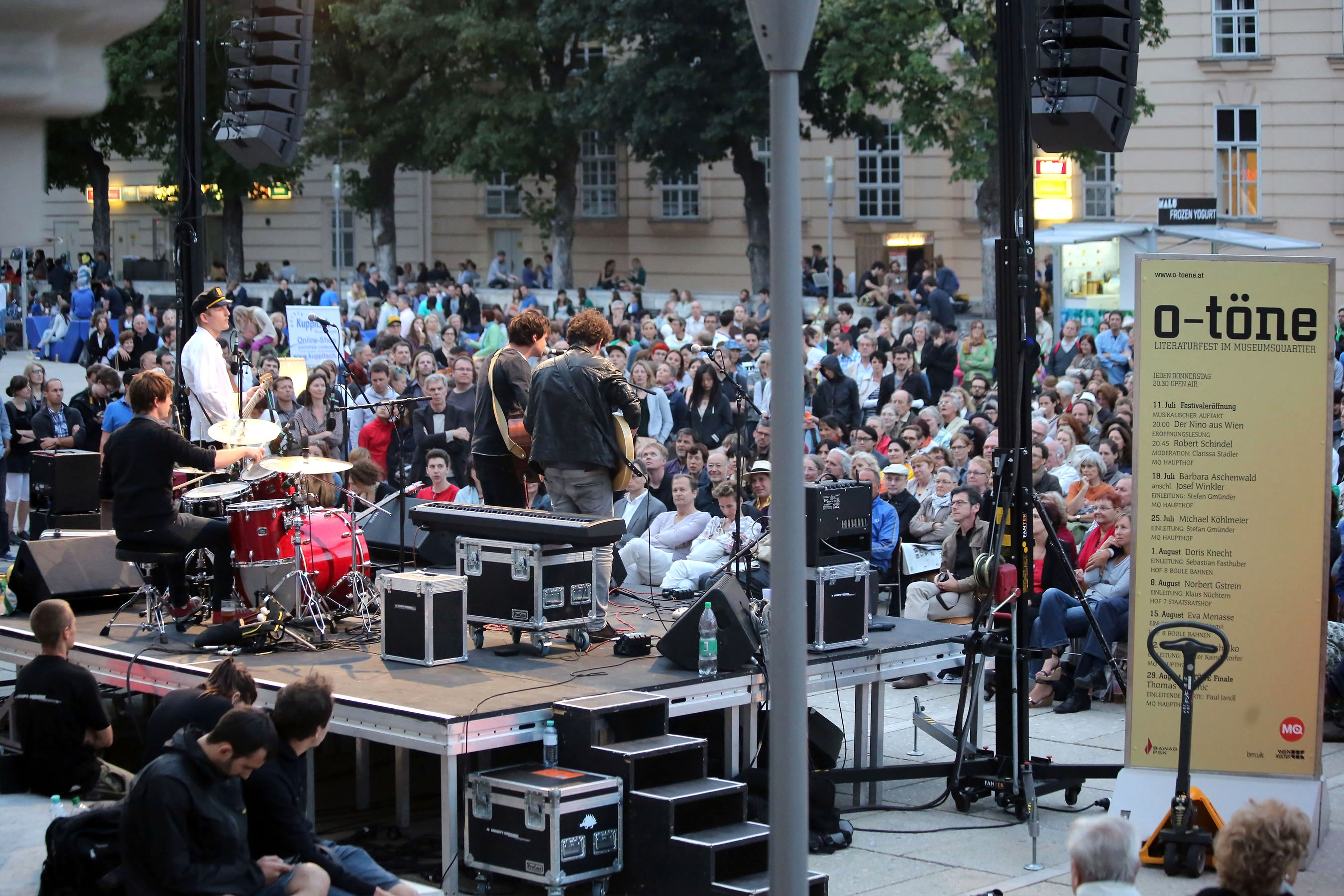
Der Nino aus Wien (2013)

Die O-Töne 2012 umfassten, wie die Veranstalter erklärten wegen des großen Publikumsandrangs, nicht mehr acht, sondern neun Abende. Bei sechs der Lesungen wurden erste Ausschnitte aus aktuellen Bucherscheinungen vorgestellt.
Eröffnungskonzert: Diknu Schneeberger Trio
- Raoul Schrott: „Das schweigende Kind“
- Friederike Mayröcker: „ich sitze nur GRAUSAM da“
Milena Michiko Flašar: „Ich nannte ihn Krawatte“
- Cornelia Travnicek: „Chucks“
- Julya Rabinowich: „Die Erdfresserin“
- Lilian Faschinger: „Die Unzertrennlichen“
- Walter Grond: „Mein Tagtraum Triest“
- Olga Flor: „Die Königin ist tot“
- Clemens J. Setz: „Indigo“
- Wolf Haas: „Verteidigung der Missionarsstellung“

### O-Töne 2013 (11. Juli – 29. August)

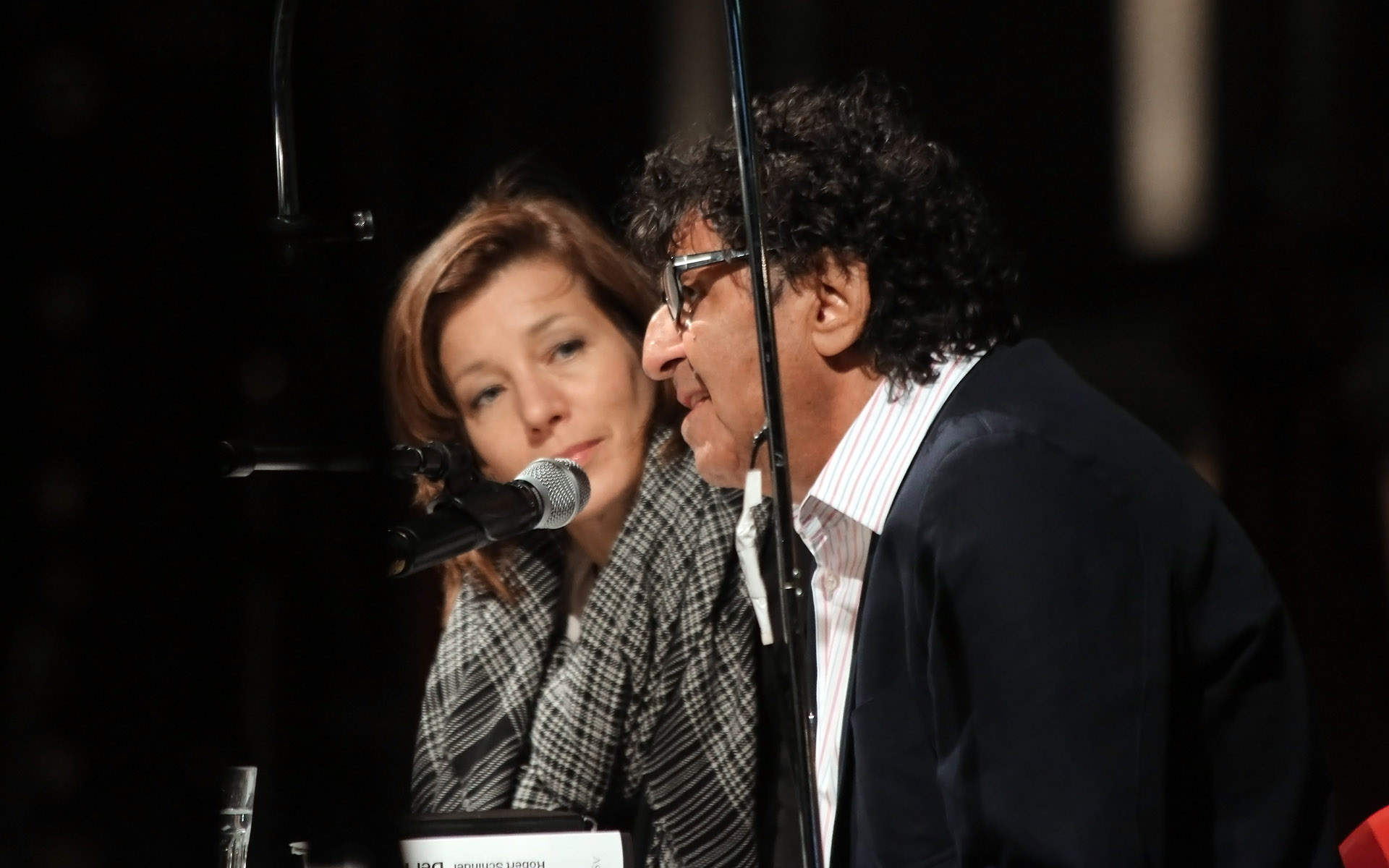
Clarissa Stadler und Robert Schindel (2013)

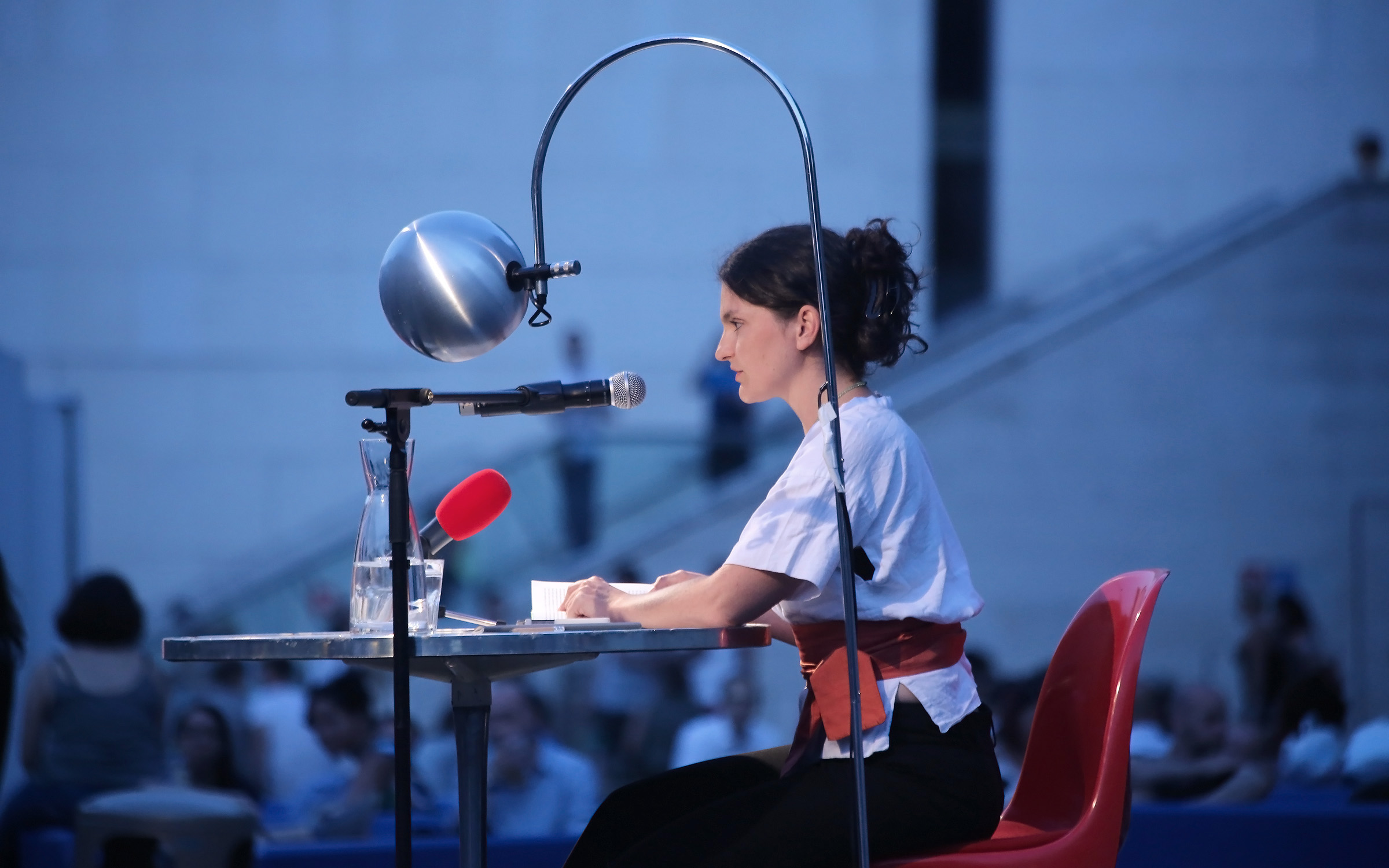
Barbara Aschenwald (2013)

Eröffnungskonzert: Der Nino aus Wien mit Ernst Molden, davor ein Ständchen zum 10-jährigen Bestehen der o-töne von Willi Resetarits und Molden
- Robert Schindel: „Der Kalte“ (Moderation: Clarissa Stadler)
- Barbara Aschenwald: „Omka“ (Einleitung: Stefan Gmünder)
Josef Winkler: „Wortschatz der Nacht“ und „Mutter und der Bleistift“
- Michael Köhlmeier: „Die Abenteuer des Joel Spazierer“ (Einleitung: Stefan Gmünder)
- Doris Knecht: „Besser“ (Einleitung: Sebastian Fasthuber)
- Norbert Gstrein: „Eine Ahnung vom Anfang“ (Einleitung: Klaus Nüchtern)
- Eva Menasse: „Quasikristalle“ (Einleitung: Fatima Naqvi)
- David Schalko: „KNOI“ (Einleitung: Günter Kaindlstorfer)
- Thomas Glavinic: „Das größere Wunder“ (Einleitung: Paul Jandl)

### O-Töne 2014 (10. Juli – 28. August)
Eröffnungskonzert: Mimu Merz, Matthias Leboucher, Lukas Lauermann (in Kooperation mit dem „MQ Summer of Sounds“)
- Marlene Streeruwitz: „Nachkommen“ (Moderation: Katja Gasser)
- Lydia Mischkulnig: „Vom Gebrauch der Wünsche“ (Einleitung: Klaus Zeyringer)
Antonio Fian: „Das Polykrates-Syndrom“
- Angelika Reitzer: „Wir Erben“ (Einleitung: Klaus Kastberger)
- Alfred Goubran: „Durch die Zeit in meinem Zimmer“ (Einleitung: Stefan Gmünder)
- Teresa Präauer: „Johnny und Jean“ (Einleitung: Günter Kaindlstorfer)
Franz Schuh: „Sämtliche Leidenschaften“
- Michael Köhlmeier: „Zwei Herren am Strand“ (Einleitung: Robert Vellusig)
- Daniel Glattauer: „Geschenkt“ (Einleitung: Sebastian Fasthuber)
- Wolf Haas: „Brennerova“

### O-Töne 2015 (9. Juli – 27. August)
Eröffnungskonzert: Schmieds Puls

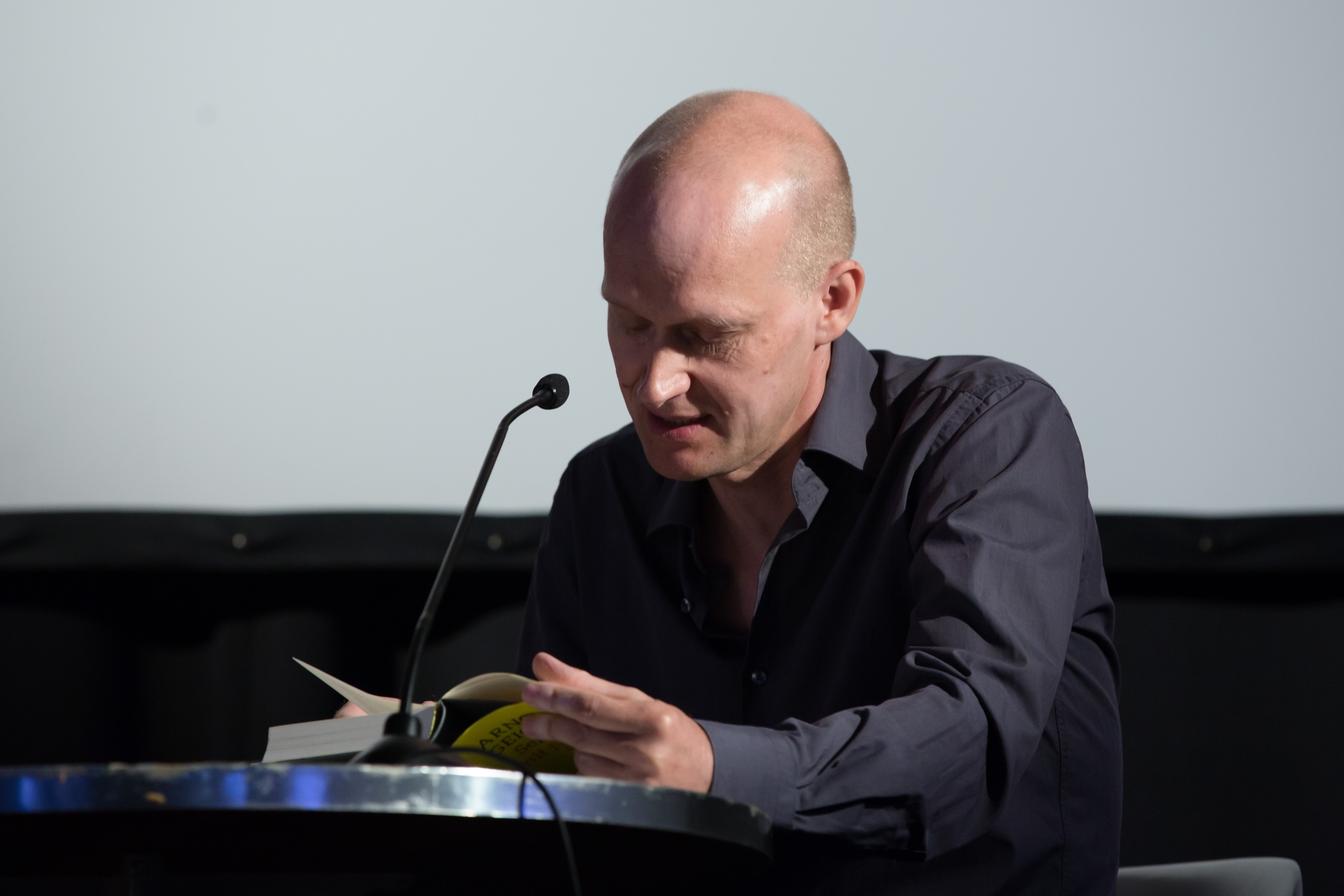
Arno Geiger (2015)

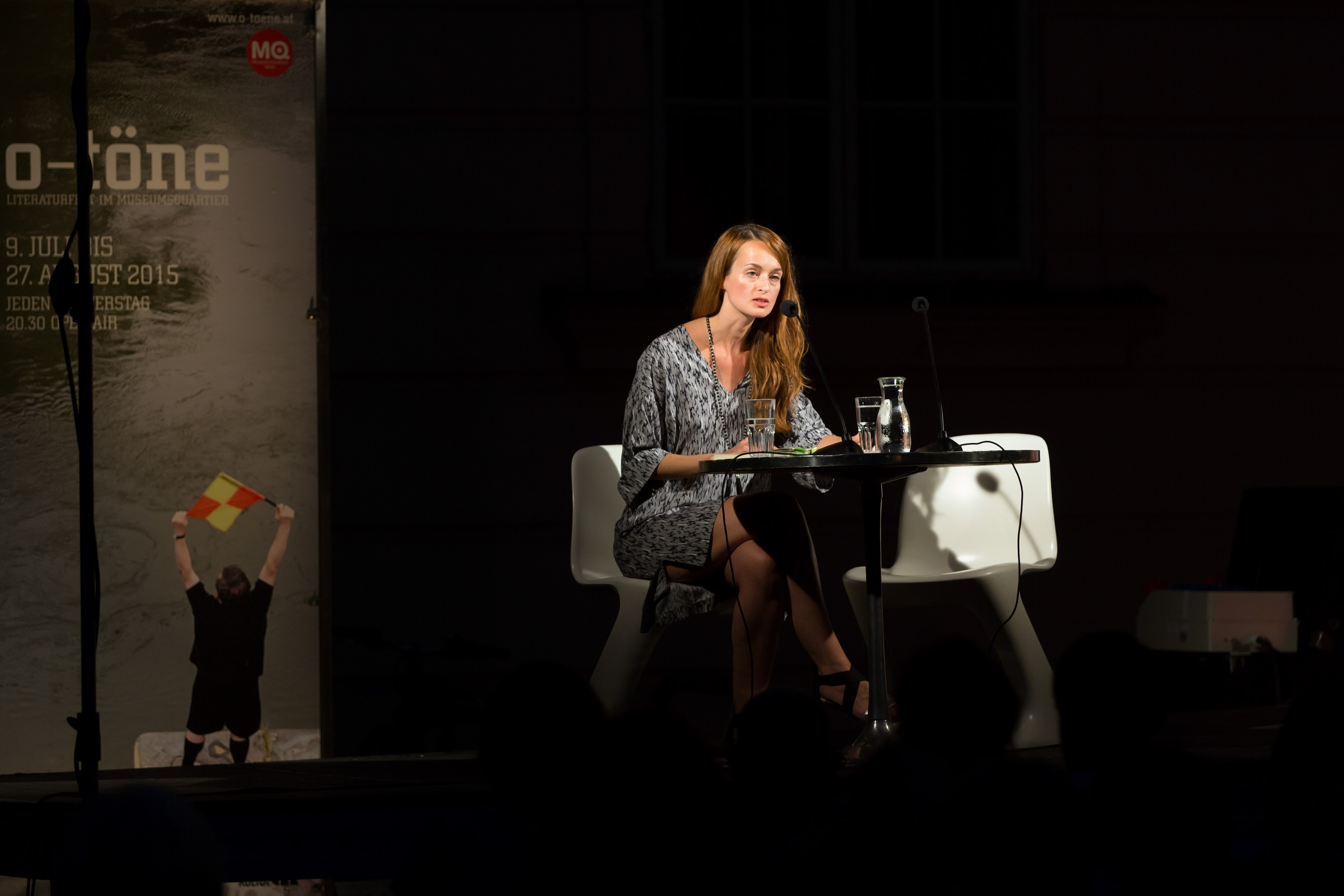
Sandra Gugić (2015)

- Arno Geiger: „Selbstporträt mit Flusspferd“ (Moderation: Clarissa Stadler)
- Isabella Straub: „Das Fest des Windrads“ (Einleitung: Brigitte Schwens-Harrant)
Sandra Gugić: „Astronauten“
- Valerie Fritsch: „Winters Garten“ (Einleitung: Stefan Gmünder)
- Clemens J. Setz: „Glücklich wie Blei im Getreide“ (Einleitung: Paul Jandl)
- Gustav Ernst: „Zur unmöglichen Aussicht“ (Einleitung: Bernhard Fetz)
- Vea Kaiser: „Makarionissi oder Die Insel der Seligen“ (Einleitung: Sebastian Fasthuber)
- Martin Amanshauser: „Der Fisch in der Streichholzschachtel“ (Einleitung: Sebastian Fasthuber)
- Karl-Markus Gauß: „Der Alltag der Welt“ (Einleitung: Günter Kaindlstorfer)

### O-Töne 2016
Eröffnungskonzert: Martin Klein
- Lesungen:
  - Thomas Glavinic: Der Jonas-Komplex
  - Eva Schmidt: Ein langes Jahr
  - Norbert Gstrein: In der freien Welt
  - Michael Köhlmeier: Das Mädchen mit dem Fingerhut
  - Friederike Mayröcker: fleurs
  - Sabine Gruber: Daldossi oder Das Leben des Augenblicks
  - Teresa Präauer: Oh Schimmi
  - Heinrich Steinfest: Das Leben und Sterben der Flugzeuge
- O-Töne Debüts:
  - Katharina Winkler: Blauschmuck
  - Irmgard Fuchs: Wir zerschneiden die Schwerkraft
  - Friederike Gösweiner: Traurige Freiheit
  - Petra Piuk: Lucy fliegt
  - Verena Mermer: die stimme über den dächern
  - Daniel Zipfel: Eine Handvoll Rosinen
  - Margit Mössmer: Die Sprachlosigkeit der Fische
  - Richard Schuberth: Chronik einer fröhlichen Verschwörung

### O-Töne 2017 (6. Juli – 24. August)
Eröffnungskonzert: Violetta Parisini
- Lesungen:
  - Eva Menasse: Tiere für Fortgeschrittene
  - Anna Kim: Die große Heimkehr
  - Franzobel: Das Floß der Medusa
  - Karin Peschka: Autolyse Wien
  - Olga Flor: Klartraum
  - Paulus Hochgatterer: Der Tag, an dem mein Großvater ein Held war
  - Doron Rabinovici: Die Außerirdischen
  - Florjan Lipuš: Seelenruhig
- O-Töne Debüts:
  - Birgit Birnbacher: Wir ohne Wal
  - Mascha Dabić: Reibungsverluste
  - Christopher Just: Der Moddetektiv
  - Rosemarie Poiarkov: Aussichten sind überschätzt
  - Irene Diwiak: Liebwies
  - Jakob Pretterhofer: Tagwache
  - Ingrid Kaltenegger: Das Glück ist ein Vogerl
  - Laura Freudenthaler: Die Königin schweigt

### O-Töne 2018 (12. Juli – 30. August)
Eröffnungskonzert: Stefan Sterzinger
- Lesungen:
  - Robert Seethaler: Das Feld
  - Arno Geiger: Unter der Drachenwand
  - Milena Michiko Flašar: Herr Kato spielt Familie
  - Norbert Gstrein: Die kommenden Jahre
  - David Schalko: Schwere Knochen
  - Verena Roßbacher: Ich war Diener im Hause Hobbs
  - Daniel Wisser: Königin der Berge
  - Peter Henisch: Siebeneinhalb Leben, Der Mai ist vorbei und Pepi Prohaska Prophet
- O-Töne Debüts:
  - Marie Gamillscheg: Alles was glänzt
  - Yara Lee: Als ob man sich auf hoher See befände
  - Barbara Rieger: Bis ans Ende, Marie
  - Ljuba Arnautović: Im Verborgenen
  - Helmut Neundlinger: Eins zwei Fittipaldi
  - Tanja Paar: Die Unversehrten
  - David Fuchs: Bevor wir verschwinden
  - Bernhard Strobel: Im Vorgarten der Palme

### O-Töne 2019 (11. Juli – 29. August)
Eröffnungskonzert: Alicia Edelweiß und Lukas Lauermann
- Lesungen:
  - Clemens J. Setz: Der Trost runder Dinge
  - Karl-Markus Gauß: Abenteuerliche Reise durch mein Zimmer
  - Laura Freudenthaler: Geistergeschichte
  - Vea Kaiser: Rückwärtswalzer
  - Marlene Streeruwitz: Flammenwand
  - Robert Prosser: Gemma Habibi
  - Gertraud Klemm: Hippocampus
  - Bettina Balàka: Die Tauben von Brünn
- O-Töne Debüts:
  - Barbara Zeman: Immerjahn
  - Katharina Pressl: Andere Sorgen
  - Eva Woska-Nimmervoll: Heinz und sein Herrl
  - Marko Dinić: Die guten Tage
  - Angela Lehner: Vater Unser
  - David Bröderbauer: Wolfssteig
  - Claudia Klingenschmid: Parasit ToGo
  - Daria Wilke: Die Hyazinthenstimme

### O-Töne 2020 (16. Juli – 3. September)
- Lesungen:[3]
  - Xaver Bayer: Geschichten mit Marianne
  - Valerie Fritsch: Herzklappen von Johnson&Johnson
  - Birgit Birnbacher: Ich an meiner Seite
  - Josef Haslinger: Mein Fall
  - Hubert Achleitner: Flüchtig
  - Friederike Mayröcker: da ich morgens und moosgrün. Ans Fenster trete
  - Lisa Eckhart: Omama
  - Sandra Gugić: Zorn und Stille
- O-Töne Debüts:
  - Helena Adler: Die Infantin trägt den Scheitel links
  - Dominik Barta: Vom Land
  - Gunther Neumann: Über allem und nichts
  - Lucia Leidenfrost: Wir verlassenen Kinder
  - Benjamin Quaderer: Für immer die Alpen
  - Sebastian Janata: Die Ambassadorin
  - Mercedes Spannagel: Das Palais muss brennen
  - Stephan Roiss: Triceratops

### O-Töne 2021 (8. Juli – 26. August)
- Lesungen:[4]
  - Monika Helfer: Vati
  - Raphaela Edelbauer: Dave
  - Egon Christian Leitner: Ich zähle jetzt bis 3
  - Olga Flor: Morituri
  - Hanno Millesi: Der Charme der langen Wege
  - Angela Lehner: 2001
  - Michael Köhlmeier: Matou
  - Eva Menasse: Dunkelblum
- O-Töne Debüts:
  - Thomas Arzt: Die Gegenstimme
  - Ferdinand Schmalz: Mein Lieblingstier heißt Winter
  - Katharina Schaller: Unterwasserflimmern
  - Renate Silberer: Hotel Weitblick
  - Anna Felnhofer: Schnittbild
  - Christina Walker: Auto
  - Sabine Schönfellner: Draußen ist weit
  - Ulrike Haidacher: Die Party. Eine Umkreisung

### O-Töne 2022 (7. Juli – 25. August)
- Lesungen:[5][6]
  - Wolf Haas: Müll
  - Marie Gamillscheg: Aufruhr der Meerestiere
  - Reinhard Kaiser-Mühlecker: Wilderer
  - Margit Schreiner: Mütter. Väter. Männer. Klassenkämpfe
  - Fiston Mwanza Mujila: Tanz der Teufel
  - Teresa Präauer: Mädchen
  - Thomas Stangl: Quecksilberlicht
  - Heinrich Steinfest: Der betrunkene Berg
- O-Töne Debüts:
  - Magdalena Schrefel: Brauchbare Menschen
  - Constantin Schwab: Das Journal der Valerie Vogler
  - Ursula Knoll: Lektionen in dunkler Materie
  - Anna Silber: Chopinhof-Blues
  - Kurt Fleisch: Aibohphobia
  - Moritz Franz Beichl: Die Abschaffung der Wochentage
  - Marcus Fischer: Die Rotte
  - Bettina Scheiflinger: Erbgut

### O-Töne 2023 (13. Juli – 31. August)
- Lesungen:[7]
  - Birgit Birnbacher: Wovon wir leben
  - Ana Marwan: Verpuppt
  - Teresa Präauer: Kochen im falschen Jahrhundert
  - Milena Michiko Flašar: Oben Erde, unten Himmel
  - Tonio Schachinger: Echtzeitalter
  - Sabine Gruber: Die Dauer der Liebe
  - Laura Freudenthaler: Arson
  - Franz Schuh: Ein Mann ohne Beschwerden
- O-Töne Debüts:
  - Cornelia Hülmbauer oft manchmal nie
  - Greta Lauer: Gedeih und Verderb
  - Johanna Sebauer: Nincshof
  - Fabian Wakolbinger: Kaiser der Obdachlosen
  - Matthias Gruber: Die Einsamkeit der Ersten ihrer Art
  - Luca Kieser: Weil da war etwas im Wasser
  - Karoline Therese Marth: Dotterland
  - Eva Reisinger: Männer töten

### O-Töne 2024 (11. Juli – 29. August)
- Lesungen:[8]
  - Elias Hirschl: Content
  - Barbara Rieger: Eskalationsstufen
  - Stephan Roiss: Lauter
  - Anna Mitgutsch: Unzustellbare Briefe
  - Stefanie Sargnagel: Iowa
  - Vladimir Vertlib: Die Heimreise
  - Jana Volkmann: Der beste Tag seit langem
  - Arno Geiger: Reise nach Laredo
- O-Töne Debüts:
  - Julia Jost: Wo der spitzeste Zahn der Karawanken in den Himmel hinauf fletscht
  - Felicitas Prokopetz: Wir sitzen im Dickicht und weinen
  - Christine Vescoli: Mutternichts
  - Dominika Meindl: Selbe Stadt, anderer Planet
  - Florian Dietmaier: Die Kompromisse
  - Max Oravin: Toni & Toni
  - Maë Schwinghammer: Alles dazwischen, darüber hinaus
  - Theresia Töglhofer: Tatendrang

### O-Töne 2025 (10. Juli – 28. August)
- Lesungen:[9]

- - Wolf Haas: Wackelkontakt
  - Susanne Gregor: Halbe Leben
  - Anna Weidenholzer: Hier treibt mein Kartoffelherz
  - Marlene Streeruwitz: Auflösungen
  - Martin Prinz: Die letzten Tage
  - Raphaela Edelbauer: Die echtere Wirklichkeit
  - Eva Schmidt: Neben Fremden
  - Nava Ebrahimi: Und Federn

- O-Töne Debüts:
  - Annemarie Andre: Nacktschnecken
  - Amira Ben Saoud: Schweben
  - Caspar-Maria Russo: Prinzip Ungefähr
  - Anika Suck: Was danach kommt
  - Fiona Sironic: Am Samstag gehen die Mädchen in den Wald und jagen Sachen in die Luft
  - Ana Drezga: Top Girls
  - Anna Maschik: Wenn du es heimlich machen willst, musst du die Schafe töten